# Parafia Najświętszej Maryi Panny Różańcowej w Kruszynie
Parafia Najświętszej Maryi Panny Różańcowej – rzymskokatolicka parafia w miejscowości Kruszyna w województwie opolskim. Parafia należy do dekanatu Brzeg południe w archidiecezji wrocławskiej.

## Historia parafii
Erygowana w 1965 roku. Obsługiwana przez księży archidiecezjalnych. Jej proboszczem jest ks. Tomasz Gospodaryk.

## Liczebność i zasięg parafii
Parafię zamieszkuje 1030 mieszkańców, zasięgiem duszpasterskim obejmuje ona miejscowości:
- Kruszyna,
- Kopanie,
- Prędocin,
- Zwanowice.

### Szkoły i przedszkola
- Publiczne Przedszkole w Kruszynie.

## Inne kościoły i kaplice
- Kościół Najświętszej Maryi Panny Częstochowskiej w Prędocinie,
- Kościół Najświętszej Maryi Panny Królowej Polski w Zwanowicach.

## Cmentarze
- Cmentarz parafialny w Kruszynie,
- Cmentarz parafialny w Prędocinie,
- Cmentarz parafialny w Zwanowicach.

## Parafialne księgi metrykalne
| Księgi metrykalne | Okres ewidencji |
| ----------------- | --------------- |
| chrztów           | od 1965         |
| ślubów            | od 1965         |
| zgonów            | od 1965         |

## Wspólnoty i ruchy parafialne
- Żywy Różaniec,
- Schola,
- Lektorzy,
- Ministranci[1].